# Chiché
Chiché ist eine französische Gemeinde mit 1.689 Einwohnern (Stand: 1. Januar 2022) im Département Deux-Sèvres in der Region Nouvelle-Aquitaine. Sie gehört zum Arrondissement Bressuire und zum Kanton Bressuire.

## Lage und Klima
Der Ort Chiché liegt etwa 12 km südöstlich von Bressuire am Fluss Thouaret in einer Höhe von ca. 130 m; die Stadt Parthenay befindet sich etwa 20 km südöstlich. Das Klima ist gemäßigt bis warm; Regen (ca. 750 mm/Jahr) fällt übers Jahr verteilt.

## Bevölkerungsentwicklung
| Jahr      | 1800 | 1851 | 1901 | 1954 | 1999 | 2016 |
| Einwohner | 879  | 1326 | 1855 | 1452 | 1343 | 1690 |

## Wirtschaft
In früheren Zeiten lebten die Einwohner als Selbstversorger von den Erträgen ihrer Felder und Hausgärten sowie von der Milch und dem Fleisch ihrer Tiere. Erst mit der Verbesserung der Straßen konnten Überschüsse auf dem überregionalen Markt verkauft werden. Die Gemeinde ist immer noch in hohem Maße landwirtschaftlich geprägt; in der Nähe des Ortes führte eine Furt (gué) (später eine Brücke) über den Thouaret. Im Ort selbst haben sich Kleinhändler und Handwerker niedergelassen.

## Geschichte
Der Ort hat einen gallorömischen Ursprung; er lag an einem von Pictavium (Poitiers) nach Portus Namnetus (Nantes) führenden Handelsweg. Der im 10. Jahrhundert erstmals erwähnte Ortsname ist wahrscheinlich abgeleitet von einem gallorömischen Grundherrn namens Cassius. Im Jahr 1214 wurde der Ort im Rahmen des englisch-französischen Krieges zerstört; im Jahr 1558 wurde die Kirche des Ortes im Zuge der Hugenottenkriege (1562–1598) zerstört. In den Jahren 1793/4 ergriff Chiché eine konterrevolutionäre Position; daraufhin wurden 24 Personen hingerichtet.

## Sehenswürdigkeiten
- Die Kirche Saint-Martin hat eine romanische Apsis, doch wegen zahlreicher Um- und Anbauten nach den Religionskriegen ist der mittelalterliche Charakter einem eher neuzeitlichen gewichen.[2]
- Die im 18. Jahrhundert neu erbaute Kapelle Notre-Dame-de-Recouvrance ist eine bedeutende Wallfahrtskirche der Region.[3]
- Die Kapelle La Poraire stammt aus dem 12. Jahrhundert und ist eine ehemalige Prioratskirche; im Innern finden sich mittelalterliche Freskenreste. Die Kapelle ist seit dem Jahr 2012 als Monument historique anerkannt.[4]
- Auf dem Vorplatz der Kirche steht ein imposantes Bürgerhaus aus dem 18. Jahrhundert.
- Die Brücke über den Thouaret erleichterte die Überquerung des Flusses.[5]